# Pâte de noisettes
 (février 2012).
Si vous disposez d'ouvrages ou d'articles de référence ou si vous connaissez des sites web de qualité traitant du thème abordé ici, merci de compléter l'article en donnant les références utiles à sa vérifiabilité et en les liant à la section « Notes et références ».

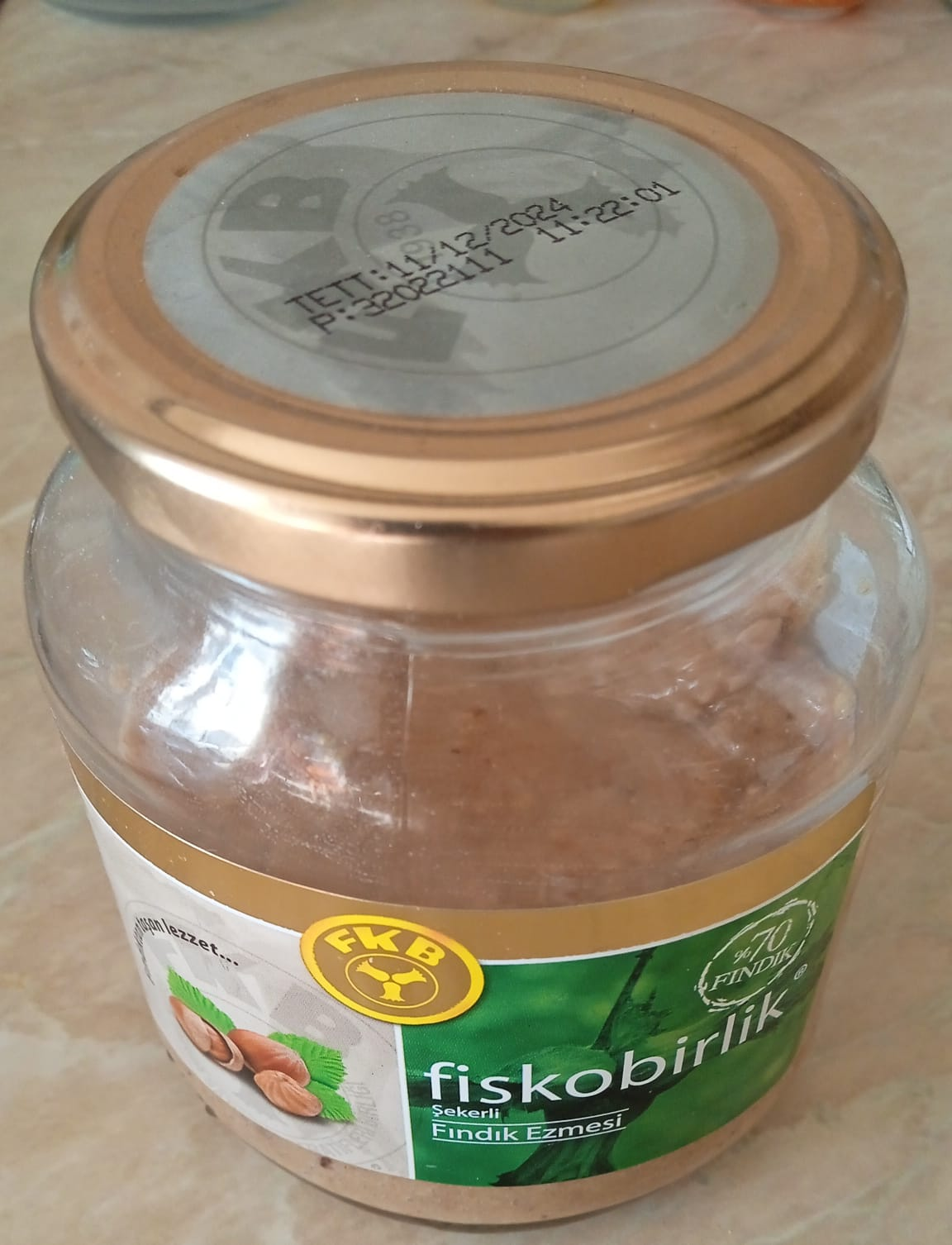

La pâte de noisettes, est une spécialité du Piémont en Italie, à base de noisettes et de sucre glace.

## Italie

### Variante
Il existe une variante, commercialisée sous différentes marques comme Nutella, dont la composition diffère sensiblement : les ingrédients de base restent les mêmes ; ils sont toutefois enrichis en cacao maigre ainsi qu’en lait écrémé en poudre.

## France

### Diététique
Sur un plan diététique et gastronomique, certaines pâtes ou purées d’oléagineux alternatives — dont la purée de noisettes crues ou encore le confit de noisettes édulcoré au sucre brut non raffiné, voire au sucre complet (en) — ont été popularisées à la fin des années 1940 par Henri-Charles Geffroy,,, en raison, selon lui, de leur apport roboratif et compensatoire de certaines carences ; outre l’aspect gastronomique, cet auteur en destine également l’usage à une supplémentation protéinique et vitaminique ciblée destinée à favoriser l’équilibre nutritionnel, notamment en cas d’adoption de régimes à orientation végétarienne, végétalienne, vegan  ou fruitarienne.

### Maltosage
Raymond Dextreit (it), écrivain et naturopathe français, fondateur de la revue Vivre en harmonie, recommande l’ajout de pâte de noisettes crues, en alternance avec la purée d’amandes, dans la « bouillie de blé, », afin d’en « maltoser » l’amidon, grâce aux apports de ferments et diastases contenus dans le fruit cru n’ayant impérativement subi ni stérilisation, ni pasteurisation, ni irradiation, la cuisson détruisant les enzymes dès que la température avoisine les 45 degrés.